# Palagruški otoki
Palagruški otoki, so skupina majhnih otočkov, čeri in grebenov v sredini Jadranskega morja, ki pripadajo Hrvaški.
Palagruško otočje sestavlja skupina dvanajstih nenaseljenih majhnih kamnitih otočkov, čeri in grebenov. Strme kamnite stene otoških obal so težko dostopne. Otočje leži okoli 68 milj južno od Splita. Do najbližjega naselja - Komiže na otoku Visu - je 42 milj.
Otočje sestavljajo naslednji otočki: Vela Palagruža (pogovorno Palagruža, največji otoček v skupini), Mala Palagruža, Galijula, Gaće, Kamik od tramuntane - tudi Sjeverni Kamik in Kamik od oštra tudi -Južni Kamik, ter čeri in grebeni: Hrid Pupak, Hrid Volić, Hrid Pupak od levanta, Hrid Baba, Plićak Baćva in Plićak Pupak.